# Hockey su ghiaccio ai IX Giochi olimpici invernali
Il torneo di hockey su ghiaccio dei IX Giochi olimpici invernali del 1964, svoltosi per la prima volta in Austria, fu considerato valido anche come 31º campionato del mondo di hockey su ghiaccio e 42º campionato europeo organizzato dalla International Ice Hockey Federation. Le partite si svolsero presso la Olympiahalle Innsbruck e la Messehalle di Innsbruck. Il torneo si svolse dal 27 gennaio al 9 febbraio 1964.
Al torneo presero parte sedici squadre. Titolate a partecipare erano le sette squadre del gruppo A dei mondiali del 1963 (le due Germanie si affrontarono per determinare quale avrebbe rappresentato la Squadra unificata tedesca), le migliori cinque del gruppo B e la vincitrice del gruppo C. A queste si aggiunsero l'Austria in quanto paese ospite, l'Italia grazie a una wild card e una rappresentante dell'Estremo Oriente, che venne determinata con una qualificazione separata. Essendo l'Austria, oltre che paese ospitante, anche la vincitrice del gruppo C, venne ripescata l'Ungheria giunta seconda. Il torneo iniziò con una serie di scontri diretti dove le squadre del gruppo A più l'Austria, affrontarono le squadre di seconda fascia.
Le vincenti di questi incontri disputarono il girone per l'assegnazione dei posti dal primo all'ottavo (gruppo A), mentre le perdenti disputarono il girone che assegnava i posti dal nono al sedicesimo (gruppo B). Non ci furono grandi sorprese nel torneo. Per la seconda volta a vincere fu l'Unione Sovietica, mentre il Canada rimase per la prima volta senza una medaglia olimpica. Originariamente il Canada giunse in terza posizione per la miglior differenza reti nel girone finale, tuttavia prima delle cerimonie di premiazione il regolamento fu modificato in favore della Cecoslovacchia, grazie alla miglior differenza reti nel corso di tutte le rassegne olimpiche disputate fino ad allora. Nel 2005 la IIHF rigettò il ricorso del Canada attribuendo la medaglia di bronzo alla Cecoslovacchia.

## Partecipanti
Parteciparono al torneo olimpico sedici rappresentative nazionali provenienti da tre continenti, con un numero variabile di giocatori.
- Austria (17)
- Canada (19)
- Cecoslovacchia (17)
- Finlandia (17)
- Germania Ovest (17)
- Giappone (17)
- Italia (17)
- Jugoslavia (17)

- Norvegia (17)
- Polonia (17)
- Romania (17)
- Stati Uniti (17)
- Svezia (17)
- Svizzera (17)
- Ungheria (17)
- Unione Sovietica (17)

## Qualificazioni

### Qualificazione intertedesca
| Füssen 6 dicembre 1963 | Germania Ovest | 4 – 4 (2-1; 0-1; 2-2) | Germania Est |  |

| Berlino Est 8 dicembre 1963 | Germania Est | 3 – 4 (0-0; 3-3; 0-1) | Germania Ovest |  |

La Germania Ovest si qualificò come rappresentante della Squadra Unificata Tedesca.

### Qualificazione asiatica
| Tokyo 23 novembre 1963 | Giappone | 17 – 1 (2-0; 9-0; 6-1) | Australia |  |

| Tokyo 26 novembre 1963 | Giappone | 17 – 6 (7-3; 6-1; 4-2) | Australia |  |

Il Giappone si qualificò come rappresentante dell'area asiatico-oceanica.

## Turno preliminare
| Innsbruck 27 gennaio 1964, ore 11:30 | Canada | 14 – 1 (5-1; 6-0; 3-0) | Jugoslavia | Messehalle |

| Innsbruck 27 gennaio 1964, ore 20:00 | Svizzera | 5 – 1 (2-0; 1-0; 2-1) | Norvegia | Olympiahalle Innsbruck |

| Innsbruck 28 gennaio 1964, ore 9:00 | Cecoslovacchia | 17 – 2 (8-0; 3-2; 6-0) | Giappone | Messehalle |

| Innsbruck 28 gennaio 1964, ore 14:00 | Unione Sovietica | 19 – 1 (8-0; 6-0; 5-1) | Ungheria | Messehalle |

| Innsbruck 28 gennaio 1964, ore 15:30 | Svezia | 12 – 2 (4-1; 5-0; 3-1) | Italia | Olympiahalle Innsbruck |

| Innsbruck 28 gennaio 1964, ore 16:00 | Germania Ovest | 2 – 1 (0-1; 1-0; 1-0) | Polonia | Olympiahalle Innsbruck |

| Innsbruck 28 gennaio 1964, ore 17:00 | Stati Uniti | 5 – 2 (1-0; 3-1; 1-1) | Romania | Messehalle |

| Innsbruck 28 gennaio 1964, ore 20:30 | Finlandia | 8 – 2 (3-0; 3-1; 2-1) | Austria | Olympiahalle Innsbruck |

## Girone di consolazione - Gruppo B
| Innsbruck 30 gennaio 1964, ore 11:00 | Polonia | 6 – 1 (2-0; 2-1; 2-0) | Romania | Messehalle |

| Innsbruck 30 gennaio 1964, ore 14:00 | Italia | 6 – 4 (1-1; 3-2; 2-1) | Ungheria | Messehalle |

| Innsbruck 30 gennaio 1964, ore 15:30 | Austria | 6 – 2 (2-0; 2-0; 2-2) | Jugoslavia | Olympiahalle Innsbruck |

| Innsbruck 30 gennaio 1964, ore 17:00 | Giappone | 4 – 3 (0-2; 2-1; 2-0) | Norvegia | Messehalle |

| Innsbruck 31 gennaio 1964, ore 14:00 | Polonia | 4 – 2 (1-0; 1-2; 2-0) | Norvegia | Messehalle |

| Innsbruck 31 gennaio 1964, ore 20:00 | Giappone | 6 – 4 (1-1; 0-1; 5-2) | Romania | Messehalle |

| Innsbruck 1º febbraio 1964, ore 14:00 | Austria | 3 – 0 (1-0; 0-0; 2-0) | Ungheria | Messehalle |

| Innsbruck 1º febbraio 1964, ore 20:00 | Jugoslavia | 5 – 3 (1-3; 2-0; 2-0) | Italia | Messehalle |

| Innsbruck 2 febbraio 1964, ore 12:00 | Norvegia | 9 – 2 (3-2; 3-0; 3-0) | Italia | Messehalle |

| Innsbruck 2 febbraio 1964, ore 15:00 | Romania | 5 – 5 (2-1; 1-3; 2-1) | Jugoslavia | Messehalle |

| Innsbruck 3 febbraio 1964, ore 14:00 | Polonia | 6 – 2 (3-1; 2-1; 1-0) | Ungheria | Olympiahalle Innsbruck |

| Innsbruck 3 febbraio 1964, ore 17:00 | Austria | 5 – 5 (1-3; 1-1; 3-1) | Giappone | Olympiahalle Innsbruck |

| Innsbruck 4 febbraio 1964, ore 10:00 | Jugoslavia | 6 – 4 (2-1; 2-1; 2-2) | Giappone | Messehalle |

| Innsbruck 5 febbraio 1964, ore 11:00 | Polonia | 7 – 0 (2-0; 3-0; 2-0) | Italia | Messehalle |

| Innsbruck 5 febbraio 1964, ore 14:00 | Austria | 2 – 5 (1-0; 1-4; 0-1) | Romania | Messehalle |

| Innsbruck 5 febbraio 1964, ore 20:00 | Norvegia | 6 – 1 (3-0; 2-0; 1-1) | Ungheria | Messehalle |

| Innsbruck 6 febbraio 1964, ore 14:00 | Austria | 5 – 3 (1-1; 1-1; 3-1) | Italia | Olympiahalle Innsbruck |

| Innsbruck 6 febbraio 1964, ore 14:00 | Jugoslavia | 4 – 2 (2-2; 1-0; 1-0) | Ungheria | Messehalle |

| Innsbruck 6 febbraio 1964, ore 17:00 | Giappone | 4 – 3 (0-0; 1-1; 3-2) | Polonia | Messehalle |

| Innsbruck 6 febbraio 1964, ore 20:00 | Norvegia | 4 – 2 (1-0; 1-2; 2-0) | Romania | Messehalle |

| Innsbruck 8 febbraio 1964, ore 9:00 | Austria | 2 – 8 (0-2; 1-3; 1-3) | Norvegia | Olympiahalle Innsbruck |

| Innsbruck 8 febbraio 1964, ore 12:00 | Polonia | 9 – 3 (4-2; 4-1; 1-0) | Jugoslavia | Messehalle |

| Innsbruck 8 febbraio 1964, ore 15:00 | Romania | 6 – 2 (1-1; 3-0; 6-1) | Italia | Messehalle |

| Innsbruck 8 febbraio 1964, ore 17:30 | Giappone | 6 – 2 (1-1; 1-1; 4-0) | Ungheria | Messehalle |

| Innsbruck 9 febbraio 1964, ore 10:00 | Austria | 1 – 5 (0-2; 0-1; 1-2) | Polonia | Olympiahalle Innsbruck |

| Innsbruck 9 febbraio 1964, ore 10:00 | Romania | 8 – 3 (3-2; 3-0; 2-1) | Ungheria | Messehalle |

| Innsbruck 9 febbraio 1964, ore 13:00 | Norvegia | 8 – 4 (4-2; 1-1; 3-1) | Jugoslavia | Messehalle |

| Innsbruck 9 febbraio 1964, ore 13:00 | Italia | 8 – 6 (1-1; 3-1; 4-4) | Giappone | Messehalle |

| Pos. |            | PG | V | N | P | GF | GS | DR  | Pt |
| 9.   | Polonia    | 7  | 6 | 0 | 1 | 40 | 13 | +27 | 12 |
| 10.  | Norvegia   | 7  | 5 | 0 | 2 | 40 | 19 | +21 | 10 |
| 11.  | Giappone   | 7  | 4 | 1 | 2 | 35 | 31 | +4  | 9  |
| 12.  | Romania    | 7  | 3 | 1 | 3 | 31 | 28 | +3  | 7  |
| 13.  | Austria    | 7  | 3 | 1 | 3 | 24 | 28 | -4  | 7  |
| 14.  | Jugoslavia | 7  | 3 | 1 | 3 | 29 | 37 | -8  | 7  |
| 15.  | Italia     | 7  | 2 | 0 | 5 | 24 | 42 | -18 | 4  |
| 16.  | Ungheria   | 7  | 0 | 0 | 7 | 14 | 39 | -25 | 0  |

## Girone finale
| Innsbruck 29 gennaio 1964, ore 13:30 | Unione Sovietica | 5 – 1 (1-0; 3-0; 1-1) | Stati Uniti | Olympiahalle Innsbruck |

| Innsbruck 29 gennaio 1964, ore 16:00 | Cecoslovacchia | 11 – 1 (3-0; 4-0; 4-1) | Germania Ovest | Olympiahalle Innsbruck |

| Innsbruck 29 gennaio 1964, ore 17:00 | Canada | 8 – 0 (1-0; 5-0; 2-0) | Svizzera | Messehalle |

| Innsbruck 30 gennaio 1964, ore 18:00 | Finlandia | 4 – 0 (0-0; 3-0; 1-0) | Svizzera | Olympiahalle Innsbruck |

| Innsbruck 30 gennaio 1964, ore 21:00 | Canada | 3 – 1 (1-0; 1-1; 1-0) | Svezia | Olympiahalle Innsbruck |

| Innsbruck 31 gennaio 1964, ore 17:00 | Stati Uniti | 8 – 0 (0-0; 2-0; 6-0) | Germania Ovest | Messehalle |

| Innsbruck 31 gennaio 1964, ore 20:30 | Unione Sovietica | 7 – 5 (4-0; 1-3; 2-2) | Cecoslovacchia | Olympiahalle Innsbruck |

| Innsbruck 1º febbraio 1964, ore 14:30 | Cecoslovacchia | 4 – 0 (1-0; 2-0; 1-0) | Finlandia | Olympiahalle Innsbruck |

| Innsbruck 1º febbraio 1964, ore 17:00 | Unione Sovietica | 15 – 0 (7-0; 3-0; 5-0) | Svizzera | Olympiahalle Innsbruck |

| Innsbruck 1º febbraio 1964, ore 20:30 | Svezia | 7 – 4 (1-3; 3-0; 4-1) | Stati Uniti | Olympiahalle Innsbruck |

| Innsbruck 2 febbraio 1964, ore 13:00 | Canada | 4 – 2 (2-1; 0-0; 2-1) | Germania Ovest | Olympiahalle Innsbruck |

| Innsbruck 2 febbraio 1964, ore 18:00 | Svezia | 7 – 0 (1-0; 4-0; 2-0) | Finlandia | Messehalle |

| Innsbruck 3 febbraio 1964, ore 20:30 | Canada | 8 – 6 (1-3; 6-0; 1-3) | Stati Uniti | Olympiahalle Innsbruck |

| Innsbruck 4 febbraio 1964, ore 14:00 | Unione Sovietica | 10 – 0 (2-0; 4-0; 4-0) | Finlandia | Messehalle |

| Innsbruck 4 febbraio 1964, ore 17:00 | Cecoslovacchia | 5 – 1 (0-1; 2-0; 3-0) | Svizzera | Olympiahalle Innsbruck |

| Innsbruck 4 febbraio 1964, ore 20:30 | Svezia | 10 – 2 (2-1; 4-1; 4-0) | Germania Ovest | Olympiahalle Innsbruck |

| Innsbruck 5 febbraio 1964, ore 14:00 | Canada | 6 – 2 (2-1; 3-0; 1-1) | Finlandia | Olympiahalle Innsbruck |

| Innsbruck 5 febbraio 1964, ore 17:00 | Unione Sovietica | 10 – 0 (2-0; 5-0; 3-0) | Germania Ovest | Olympiahalle Innsbruck |

| Innsbruck 5 febbraio 1964, ore 17:00 | Svezia | 12 – 0 (3-0; 5-0; 4-0) | Svizzera | Messehalle |

| Innsbruck 5 febbraio 1964, ore 20:30 | Cecoslovacchia | 7 – 1 (0-0; 2-0; 5-1) | Stati Uniti | Olympiahalle Innsbruck |

| Innsbruck 7 febbraio 1964, ore 10:00 | Germania Ovest | 6 – 5 (2-3; 0-1; 4-1) | Svizzera | Olympiahalle Innsbruck |

| Innsbruck 7 febbraio 1964, ore 14:00 | Finlandia | 3 – 2 (2-0; 1-1; 0-1) | Stati Uniti | Olympiahalle Innsbruck |

| Innsbruck 7 febbraio 1964, ore 17:00 | Unione Sovietica | 4 – 2 (1-1; 1-0; 2-1) | Svezia | Olympiahalle Innsbruck |

| Innsbruck 7 febbraio 1964, ore 20:30 | Cecoslovacchia | 3 – 1 (0-0; 0-1; 3-0) | Canada | Olympiahalle Innsbruck |

| Innsbruck 8 febbraio 1964, ore 10:00 | Germania Ovest | 2 – 1 (0-0; 1-1; 1-0) | Finlandia | Olympiahalle Innsbruck |

| Innsbruck 8 febbraio 1964, ore 14:00 | Stati Uniti | 7 – 3 (3-2; 2-0; 2-1) | Svizzera | Olympiahalle Innsbruck |

| Innsbruck 8 febbraio 1964, ore 17:00 | Unione Sovietica | 3 – 2 (0-1; 2-1; 1-0) | Canada | Olympiahalle Innsbruck |

| Innsbruck 8 febbraio 1964, ore 20:30 | Svezia | 8 – 3 (3-1; 3-1; 2-1) | Cecoslovacchia | Olympiahalle Innsbruck |

| Pos. |                  | PG | V | N | P | GF | GS | DR  | Pt |
| 1.   | Unione Sovietica | 7  | 7 | 0 | 0 | 54 | 10 | +44 | 14 |
| 2.   | Svezia           | 7  | 5 | 0 | 2 | 47 | 16 | +31 | 10 |
| 3.   | Cecoslovacchia   | 7  | 5 | 0 | 2 | 38 | 19 | +19 | 10 |
| 4.   | Canada           | 7  | 5 | 0 | 2 | 32 | 17 | +15 | 10 |
| 5.   | Stati Uniti      | 7  | 2 | 0 | 5 | 29 | 33 | -4  | 4  |
| 6.   | Finlandia        | 7  | 2 | 0 | 5 | 10 | 31 | -21 | 4  |
| 7.   | Germania Ovest   | 7  | 2 | 0 | 5 | 13 | 49 | -36 | 4  |
| 8.   | Svizzera         | 7  | 0 | 0 | 7 | 9  | 57 | -48 | 0  |

## Graduatoria finale
| Pos | Squadra          |
| --- | ---------------- |
|     | Unione Sovietica |
|     | Svezia           |
|     | Cecoslovacchia   |
| 4   | Canada           |
| 5   | Stati Uniti      |
| 6   | Finlandia        |
| 7   | Germania Ovest   |
| 8   | Svizzera         |
| 9   | Polonia          |
| 10  | Norvegia         |
| 11  | Giappone         |
| 12  | Romania          |
| 13  | Austria          |
| 14  | Jugoslavia       |
| 15  | Italia           |
| 16  | Ungheria         |

| Campione olimpico di hockey su ghiaccio 1964 |
| Unione Sovietica 2º titolo                   |

| Pos | Squadra          | Formazione |
| --- | ---------------- | --- |
|     | Unione Sovietica | Viktor Konovalenko, Boris Zajcev, Vitalij Davidov, Ėduard Ivanov, Aleksandr Ragulin, Oleg Zajcev, Viktor Kuz'kin, Vjačeslav Staršinov, Boris Majorov, Viktor Jakušev, Konstantin Loktev, Venjamin Aleksandrov, Anatolij Firsov, Aleksandr Al'metov, Leonid Volkov, Stanislav Petjuchov, Evgenij Majorov |
|     | Svezia           | Kjell Svensson, Lennart Häggroth, Roland Stoltz, Gert Blomé, Bert-Ola Nordlander, Nils Johansson, Anders Andersson, Lennart Johansson, Lars-Eric Lundvall, Hans Mild, Eilert Määttä, Ronald Pettersson, Ulf Sterner, Sven Tumba, Carl-Göran Öberg, Uno Öhrlund, Nisse Nilsson                           |
|     | Cecoslovacchia   | Vladimír Dzurilla, Vladimír Nadrchal, František Tikal, František Gregor, Rudolf Potsch, Ladislav Šmíd, Stanislav Sventek, Jiří Dolana, Josef Černý, Jaroslav Walter, Miroslav Vlach, Jozef Golonka, Jiří Holík, Vlastimil Bubník, Jaroslav Jiřík, Jan Klapáč, Stanislav Prýl                            |

### Riconoscimenti
Riconoscimenti individuali
| Premio             | Giocatore       |
| ------------------ | --------------- |
| Miglior portiere   | Seth Martin     |
| Miglior difensore  | František Tikal |
| Miglior attaccante | Ėduard Ivanov   |

All-Star Team
| Attacco:  | Rick Bourbonnais - Viktor Jakušev - Josef Černý |
| Difesa:   | Rod Seiling - Aleksandr Ragulin                 |
| Portiere: | Seth Martin                                     |

## Campionato europeo
Il torneo fu valido anche per il 42º campionato europeo e venne utilizzata la graduatoria finale dell'evento olimpico per determinare le posizioni in classifica; a trionfare fu per l'ottava la Unione Sovietica, medaglia d'oro olimpica.
| Pos | Squadra          |
| --- | ---------------- |
|     | Unione Sovietica |
|     | Svezia           |
|     | Cecoslovacchia   |
| 4   | Finlandia        |
| 5   | Germania Ovest   |
| 6   | Svizzera         |